# Топик
То́пик — село Куяльницької сільської громади в Подільському районі Одеської області, Україна. Населення становить 96 осіб.

## Історія
До 13 вересня 1994 року село входило до складу Ананьївського району.
12 червня 2020 року, відповідно до Розпорядження Кабінету Міністрів України від № 724-р «Про визначення адміністративних центрів та затвердження територій територіальних громад Одеської області», увійшло до складу Куяльницької сільської територіальної громади.
19 липня 2020 року, в результаті адміністративно-територіальної реформи і ліквідації Подільського району (1923-2020), село увійшло до складу новоутвореного Подільського району Одеської області.

## Населення
Згідно з переписом 1989 року населення села, яке тоді входило до складу сусіднього Ананьївського району, становило 178 осіб, з яких 84 чоловіки та 94 жінки.
За переписом населення України 2001 року в селі мешкало 96 осіб.

### Мова
Розподіл населення за рідною мовою за даними перепису 2001 року:
| Мова       | Відсоток |
| ---------- | -------- |
| українська | 93,75 %  |
| молдовська | 5,21 %   |
| інші       | 1,04 %   |